# World Buddhist Scout Brotherhood
La World Buddhist Scout Brotherhood (WBSB) (la Fratellanza Mondiale Scout Buddhista, francese: Fraternité bouddhiste scoute mondiale) è un organismo internazionale autonomo che ha lo scopo di promuovere e sostenere lo scautismo buddhista e favorire gli incontri internazionali tra scout buddhisti.

Fondata il 21 luglio 2004 sotto la presidenza di Yongyudh Vajaradul, thailandese (altri membri sono: Donkeithsiri Wijendra di Singapore, Gankhuyag Magsarjav della Mongolia e il thailandese Siriporn Poempool) la WBSB gode dal 2009 dello status di membro consultivo nel World Scout Committee, l'organo di governo dell'Organizzazione Mondiale del Movimento Scout.
Tra i paesi membri del WBSB ci sono paesi dove prevale il Buddhismo Theravada: Sri Lanka e Thailandia; paesi dove prevale il Buddhismo Mahāyāna: Giappone, Hong Kong, Corea, Singapore e Taiwan; paesi dove prevale il Buddhismo Vajrayāna: Bhutan e Mongolia e paesi con più tradizioni buddhiste come la Gran Bretagna, Francia e Norvegia. Altri gruppi affiliati al WBSB si trovano a Macao, nel Brunei, in Malaysia, nel Sikkim, in Calmucchia e in Buriazia.
Gli scopi dichiarati del WBSB sono:
1. Sviluppare e promuovere lo spirito di fratellanza e comprensione tra gli scout di fede buddhista.
2. Sviluppare un percorso educativo che rafforzi la dimensione spirituale delle personalità dei giovani buddhisti in accordo con gli scopi, principi e metodo del movimento scout.
3. Promuovere le relazioni tra lo scautismo e i buddhisti.
4. Introdurre lo scautismo negli stati e aree dove è presente il Buddhismo.
5. Coordinare le attività del WBSB con organizzazioni non scout che abbiano obiettivi paralleli.
6. Motivare la cooperazione tra i membri del WBSB.
7. Motivare e promuovere lo scautismo tra ragazzi e ragazze buddhiste su basi globali.
8. Promuovere contatti, scambi e interazioni con gli scout di altre fedi.

Il WBSB è l'ultimo nato di una serie di organizzazioni simili (tutte all'interno dell'OMMS o dell'AMGE) che comprendono la Conferenza Internazionale Cattolica dello Scautismo, Conferenza Internazionale Cattolica del Guidismo, International Union of Muslim Scouts (IUMS), International Forum of Jewish Scouts (IFJS), International Link of Orthodox Christian Scouts (DESMOS) e Council of Protestants in Guiding and Scouting (CPGS).